# ونتورت ۲۰۵۸۵
سیارک ۲۰۵۸۵ (به انگلیسی: 20585 Wentworth، نامگذاری:1999RG160) بیست هزار و پانصد و هشتاد و پنجمین سیارک کشف شده‌است که در ۹ سپتامبر ۱۹۹۹ کشف شد.
قدر مطلق سیارک برابر ۱۴.۸ است.